# Rajd Monte Carlo 1986

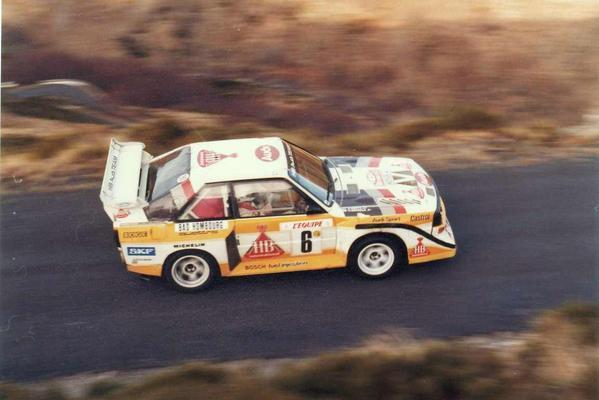
Hannu Mikkola podczas rajdu

Rajd Monte Carlo 1986 (54. Rallye Automobile de Monte-Carlo) – rajd samochodowy rozgrywany w Monaco od 18 do 24 stycznia 1986 roku. Była to pierwsza runda Rajdowych Mistrzostw Świata w roku 1986. Rajd został rozegrany na asfalcie i śniegu. 

## Zwycięzcy odcinków specjalnych[2]
| Etap | Data        | OS                             | Godzina                        | Nazwa                                 | Długość                        | Zwycięzca                      | Czas                           | Śred. pręd                     | Lider rajdu    |
| ---- | ----------- | ------------------------------ | ------------------------------ | ------------------------------------- | ------------------------------ | ------------------------------ | ------------------------------ | ------------------------------ | -------------- |
| 1    | 18 stycznia | Wspólna jazda do Aix-les-Bains | Wspólna jazda do Aix-les-Bains | Wspólna jazda do Aix-les-Bains        | Wspólna jazda do Aix-les-Bains | Wspólna jazda do Aix-les-Bains | Wspólna jazda do Aix-les-Bains | Wspólna jazda do Aix-les-Bains | -              |
|      |             |                                |                                |                                       |                                |                                |                                |                                | -              |
| 2    | 19 stycznia | 1                              | 14:33                          | Aillon-le-Jeune                       | 2,60 km                        | Miki Biasion                   | 1:35                           | 98,53 km/h                     | Miki Biasion   |
| 2    | 19 stycznia | 2                              | 16:43                          | La Soffaz - Samuaz                    | 9,10 km                        | Henri Toivonen                 | 7:57                           | 68,68 km/h                     | Henri Toivonen |
| 2    | 19 stycznia | 3                              | 17:31                          | Chamoux                               | 13,70 km                       | Timo Salonen                   | 11:05                          | 74,17 km/h                     | Henri Toivonen |
| 2    | 19 stycznia | 4                              | 18:24                          | Saint-Pierre-d'Allevard - Theys       | 13,00 km                       | Henri Toivonen                 | 8:49                           | 88,47 km/h                     | Henri Toivonen |
| 2    | 19 stycznia | 5                              | 20:03                          | Véniper - La Feclaz                   | 14,40 km                       | Henri Toivonen                 | 9:02                           | 95,65 km/h                     | Henri Toivonen |
| 2    | 19 stycznia | 6                              | 20:56                          | Café Carret - Le Sappey-en-Chartreuse | 44,00 km                       | Henri Toivonen                 | 31:15                          | 84,48 km/h                     | Henri Toivonen |
|      |             |                                |                                |                                       |                                |                                |                                |                                | Henri Toivonen |
| 3    | 20 stycznia | 7                              | 14:16                          | Saint-Sauveur-en-Rue - Saint-Régis    | 16,50 km                       | Markku Alén                    | 8:30                           | 116,47 km/h                    | Henri Toivonen |
| 3    | 20 stycznia | 8                              | 15:19                          | Saint-Bonnet-le-Froid                 | 26,00 km                       | Henri Toivonen                 | 13:36                          | 114,71 km/h                    | Henri Toivonen |
| 3    | 20 stycznia | 9                              | 16:02                          | Lalouvesc                             | 18,70 km                       | Henri Toivonen                 | 10:33                          | 106,35 km/h                    | Henri Toivonen |
| 3    | 20 stycznia | 10                             | 17:55                          | Le Moulinon - Antraigues              | 37,20 km                       | Walter Röhrl                   | 24:51                          | 89,82 km/h                     | Henri Toivonen |
| 3    | 20 stycznia | 11                             | 19:15                          | La Souche                             | 27,70 km                       | Walter Röhrl                   | 15:59                          | 103,98 km/h                    | Henri Toivonen |
| 3    | 21 stycznia | 12                             | 9:58                           | Burzet                                | 45,50 km                       | Bruno Saby                     | 25:34                          | 106,78 km/h                    | Henri Toivonen |
| 3    | 21 stycznia | 13                             | 12:04                          | Saint-Montan                          | 31,00 km                       | Bruno Saby                     | 20:16                          | 91,78 km/h                     | Henri Toivonen |
| 3    | 21 stycznia | 14                             | 16:13                          | Savoillan                             | 17,00 km                       | Bruno Saby                     | 9:12                           | 110,87 km/h                    | Henri Toivonen |
| 3    | 21 stycznia | 15                             | 18:02                          | Rosans                                | 31,00 km                       | Bruno Saby                     | 19:11                          | 96,96 km/h                     | Henri Toivonen |
| 3    | 21 stycznia | 16                             | 19:11                          | Saint-Nazaire-le-Désert               | 23,70 km                       | Bruno Saby                     | 15:22                          | 92,54 km/h                     | Henri Toivonen |
| 3    | 21 stycznia | 17                             | 21:44                          | Saint-Jean-en-Royans                  | 32,20 km                       | Henri Toivonen                 | 19:29                          | 99,16 km/h                     | Henri Toivonen |
| 3    | 21 stycznia | 18                             | 23:35                          | Glandage                              | 13,50 km                       | Miki Biasion                   | 7:22                           | 109,95 km/h                    | Henri Toivonen |
| 3    | 22 stycznia | 19                             | 0:30                           | Les Savoyons - Sigoyer                | 32,00 km                       | Timo Salonen                   | 23:01                          | 83,42 km/h                     | Henri Toivonen |
| 3    | 22 stycznia | 20                             | 6:03                           | Chorges - Embrun                      | 30,00 km                       | Miki Biasion                   | 18:46                          | 95,91 km/h                     | Henri Toivonen |
| 3    | 22 stycznia | 21                             | 7:00                           | Saint-Sauveur                         | 20,00 km                       | Juha Kankkunen                 | 16:31                          | 72,65 km/h                     | Henri Toivonen |
| 3    | 22 stycznia | 22                             | 8:39                           | Col de Garcinets                      | 22,70 km                       | Miki Biasion                   | 18:29                          | 73,69 km/h                     | Henri Toivonen |
| 3    | 22 stycznia | 23                             | 9:23                           | Sisteron - Thoard                     | 37,10 km                       | Timo Salonen Walter Röhrl      | 28:21                          | 78,52 km/h                     | Timo Salonen   |
| 3    | 22 stycznia | 24                             | 12:21                          | Trigance - Castellane                 | 33,80 km                       | Walter Röhrl                   | 20:46                          | 97,66 km/h                     | Timo Salonen   |
| 3    | 22 stycznia | 25                             | 13:36                          | Saint-Auban                           | 30,50 km                       | Walter Röhrl                   | 22:19                          | 82,00 km/h                     | Timo Salonen   |
|      |             |                                |                                |                                       |                                |                                |                                |                                | Timo Salonen   |
| 4    | 23 stycznia | 26                             | 11:38                          | Col de la Madone 1                    | 18,00 km                       | Timo Salonen                   | 13:33                          | 79,70 km/h                     | Timo Salonen   |
| 4    | 23 stycznia | 27                             | 12:59                          | Col de Turini 1                       | 22,40 km                       | Henri Toivonen                 | 17:06                          | 78,60 km/h                     | Timo Salonen   |
| 4    | 23 stycznia | 28                             | 14:23                          | Saint-Sauveur 1                       | 22,00 km                       | Henri Toivonen                 | 14:31                          | 90,93 km/h                     | Henri Toivonen |
| 4    | 23 stycznia | 29                             | 15:55                          | Puget-Théniers - Touton               | 28,50 km                       | Henri Toivonen                 | 19:04                          | 89,69 km/h                     | Henri Toivonen |
| 4    | 23 stycznia | 30                             | 17:24                          | Loda - Lucéram 1                      | 16,50 km                       | Timo Salonen                   | 13:00                          | 76,15 km/h                     | Henri Toivonen |
| 4    | 23 stycznia | 31                             | 22:08                          | Col de la Madone 2                    | 18,00 km                       | Henri Toivonen                 | 14:15                          | 75,79 km/h                     | Henri Toivonen |
| 4    | 23 stycznia | 32                             | 23:29                          | Col de Turini 2                       | 22,40 km                       | Henri Toivonen                 | 18:36                          | 72,26 km/h                     | Henri Toivonen |
| 4    | 24 stycznia | 33                             | 0:53                           | Saint-Sauveur 2                       | 22,00 km                       | Henri Toivonen                 | 16:47                          | 78,65 km/h                     | Henri Toivonen |
| 4    | 24 stycznia | 34                             | 2:25                           | Puget-Théniers - Saint-Auban          | 38,40 km                       | Walter Röhrl                   | 25:08                          | 91,67 km/h                     | Henri Toivonen |
| 4    | 24 stycznia | 35                             | 3:49                           | Roquesteron                           | 33,50 km                       | Walter Röhrl                   | 26:27                          | 75,99 km/h                     | Henri Toivonen |
| 4    | 24 stycznia | 36                             | 5:42                           | Loda - Lucéram 2                      | 16,50 km                       | Walter Röhrl                   | 13:46                          | 71,91 km/h                     | Henri Toivonen |

| Zwycięzcy OS-ów | Zwycięzcy OS-ów |
| Kierowca        | Ilość           |
| --------------- | --------------- |
| Henri Toivonen  | 13              |
| Walter Röhrl    | 8               |
| Bruno Saby      | 5               |
| Timo Salonen    | 5               |
| Miki Biasion    | 4               |
| Markku Alén     | 1               |
| Juha Kankkunen  | 1               |

## Wyniki końcowe rajdu[1]
| Msc. | Kierowca         | Pilot                   | Samochód                 | Czas     | Strata    | Grupa  | Punkty |
| ---- | ---------------- | ----------------------- | ------------------------ | -------- | --------- | ------ | ------ |
| 1.   | Henri Toivonen   | Sergio Cresto           | Lancia Delta S4          | 10:11.24 | 0.00      | B12 M  | 20     |
| 2.   | Timo Salonen     | Seppo Harjanne          | Peugeot 205 Turbo 16 E2  | 10:15.28 | + 4.04    | B12 M  | 15     |
| 3.   | Hannu Mikkola    | Arne Hertz              | Audi Sport quattro E2    | 10:18.46 | + 7.22    | B12 M  | 12     |
| 4.   | Walter Röhrl     | Christian Geistdörfer   | Audi Sport quattro E2    | 10:20.59 | + 9.35    | B12 M  | 10     |
| 5.   | Juha Kankkunen   | Juha Piironen           | Peugeot 205 Turbo 16 E2  | 10:39.47 | + 18.23   | B12 M  | 8      |
| 6.   | Bruno Saby       | Jean-François Fauchille | Peugeot 205 Turbo 16 E2  | 10:45.54 | + 34.30   | B12 M  | 6      |
| 7.   | Salvador Servià  | Jorge Sabater           | Lancia Rally 037         | 10:58.32 | + 47.08   | B12    | 4      |
| 8.   | Alain Oreille    | Sylvie Oreille          | Renault 11 Turbo         | 11:23.47 | + 1:12.23 | A6/7   | 3      |
| 9.   | Kenneth Eriksson | Peter Diekmann          | Volkswagen Golf] GTI 16V | 11:26.56 | + 1:15.32 | A6/7 M | 2      |
| 10.  | Franz Wittmann   | Matthias Feltz          | Volkswagen Golf] GTI 16V | 11:32.08 | + 1:20.44 | A6/7 M | 1      |

1. ↑  Litera M przy oznaczeniu grupy do której należy samochód oznacza, iż tylko ci producenci byli liczeni w klasyfikacji producentów na koniec sezonu.

## Klasyfikacja po 1 rundzie
Tabele przedstawiają tylko pięć pierwszych miejsc.

### Kierowcy
| Lp. | Kierowca       | Pkt |
| --- | -------------- | --- |
| 1   | Henri Toivonen | 20  |
| 2   | Timo Salonen   | 15  |
| 3   | Hannu Mikkola  | 12  |
| 4   | Walter Röhrl   | 10  |
| 5   | Juha Kankkunen | 8   |

### Producenci
| Lp. | Producent             | Pkt |
| --- | --------------------- | --- |
| 1   | Lancia Martini        | 20  |
| 2   | Peugeot Talbot Sport  | 17  |
| 3   | Audi Sport            | 14  |
| 4   | Volkswagen Motorsport | 9   |